# Bistum Wewak
Das Bistum Wewak (lat.: Dioecesis Ueuakensis) ist eine in Papua-Neuguinea gelegene römisch-katholische Diözese mit Sitz in Wewak.

## Geschichte
Papst Pius X. gründete die Apostolische Präfektur Westliches Kaiser-Wilhelms-Land am 25. Juli 1913 aus der Teilung der Apostolischen Präfektur Kaiser-Wilhelms-Land in die Apostolischen Präfekturen Östliches Kaiser-Wilhelms-Land und Westliches Kaiser-Wilhelms-Land. Am 14. November 1922 nahm sie den Namen Apostolische Präfektur Zentralneuguinea an.
Mit dem Breve Quae rei sacrae wurde sie am 22. August 1931 zum Apostolischen Vikariat erhoben. Am 15. Mai 1952 nahm es mit der Bulle Ad latius prolatandam den Namen Apostolisches Vikariat Wewak an. Mit der Apostolischen Konstitution Laeta incrementa wurde sie am 15. November 1966 zum Bistum erhoben.
Teile seines Territoriums verlor es zugunsten der Errichtung folgender Bistümer:
- am 15. Mai 1952 an die Apostolische Präfektur Aitape;
- am 18. Juni 1959 an das Apostolische Vikariat Mount Hagen.

## Ordinarien

### Apostolische Präfekten des Westlichen Kaiser-Wilhelms-Landes
- Canisius Theodorus Gellings SS.CC. (19. August 1913 – 1918)
- Adalberto Ottone Rielander SSCC (1918–1922)

### Apostolische Präfekten von Zentralneuguinea
- Teodosio Heikenrath SSCC (1922–1923)
- Josef Lörks SVD (19. Juni 1928 – 22. August 1931)

### Apostolische Vikare von Zentralneuguinea
- Josef Lörks SVD (22. August 1931 – 17. März 1943)
- Leo Clement Andrew Arkfeld SVD (8. Juli 1948 – 15. Mai 1952)

### Apostolischer Vikar von Wewak
- Leo Clement Andrew Arkfeld SVD (15. Mai 1952 – 15. November 1966)

### Bischöfe von Wewak
- Leo Clement Andrew Arkfeld SVD (15. November 1966 – 19. Dezember 1975, dann Erzbischof von Madang)
- Raymond Philip Kalisch SVD (24. April 1980 – 14. August 2002)
- Anthony Joseph Burgess (14. August 2002 – 20. September 2013)
- Józef Roszyński SVD (seit 6. Februar 2015)

## Statistik
| Jahr | Bevölkerung | Bevölkerung | Bevölkerung | Priester     | Priester         | Priester       | Priester               | Ständige Diakone | Ordensleute  | Ordensleute      | Pfarreien |
| Jahr | Katholiken  | Einwohner   | %           | Gesamtanzahl | Diözesanpriester | Ordenspriester | Katholiken je Priester | Ständige Diakone | Ordensbrüder | Ordensschwestern | Pfarreien |
| ---- | ----------- | ----------- | ----------- | ------------ | ---------------- | -------------- | ---------------------- | ---------------- | ------------ | ---------------- | --------- |
| 1950 | 33.625      | 296.944     | 11,3        | 46           |                  | 46             | 730                    |                  |              |                  | 33        |
| 1970 | 84.392      | 195.719     | 43,1        | 64           | 11               | 53             | 1.318                  | 1                | 96           | 69               |           |
| 1980 | 113.000     | 208.000     | 54,3        | 60           | 7                | 53             | 1.883                  | 7                | 101          | 57               |           |
| 1990 | 125.350     | 197.641     | 63,4        | 61           | 8                | 53             | 2.054                  | 7                | 90           | 77               |           |
| 1999 | 89.280      | 145.264     | 61,5        | 59           | 18               | 41             | 1.513                  | 6                | 74           | 67               |           |
| 2000 | 182.323     | 278.998     | 65,3        | 52           | 19               | 33             | 3.506                  | 6                | 70           | 60               |           |
| 2001 | 187.755     | 280.258     | 67,0        | 54           | 22               | 32             | 3.476                  | 6                | 69           | 77               |           |
| 2002 | 193.174     | 288.968     | 66,8        | 59           | 24               | 35             | 3.274                  | 6                | 72           | 60               |           |
| 2003 | 193.937     | 292.597     | 66,3        | 50           | 25               | 25             | 3.878                  | 5                | 62           | 60               |           |
| 2004 | 195.950     | 295.700     | 66,3        | 44           | 23               | 21             | 4.453                  | 4                | 46           | 68               |           |
| 2010 | 210.000     | 344.000     | 61,0        | 37           | 22               | 15             | 5.675                  | 1                | 35           | 72               | 45        |